# Kanton L'Argentière-la-Bessée
Kanton L'Argentière-la-Bessée (fr. Canton de L'Argentière-la-Bessée) je francouzský kanton v departementu Hautes-Alpes v regionu Provence-Alpes-Côte d'Azur. Tvoří ho devět obcí.

## Obce kantonu
- L'Argentière-la-Bessée
- Champcella
- Freissinières
- Pelvoux
- Puy-Saint-Vincent
- La Roche-de-Rame
- Saint-Martin-de-Queyrières
- Vallouise
- Les Vigneaux